# Dalibor Matanić
Dalibor Matanić (ur. 21 stycznia 1975 w Zagrzebiu) – chorwacki reżyser i scenarzysta filmowy. 
Zasłynął obrazem Miłe martwe dziewczyny (2002), opowiadającym o parze lesbijek, których związek budzi gniew otoczenia. Był to pierwszy w historii chorwacki film, którego protagonistami były osoby homoseksualne. 
Inny film Matanicia, Słońce w zenicie (2015), przedstawiał trzy historie miłosne rozgrywające się na bałkańskiej prowincji na przestrzeni trzech kolejnych dekad. Film zdobył Nagrodę Jury w sekcji "Un Certain Regard" na 68. MFF w Cannes. Obraz ten był oficjalnym chorwackim kandydatem do Oscara dla najlepszego filmu nieanglojęzycznego, jednak ostatecznie nie otrzymał nominacji.
Jego żoną od 2014 r. jest aktorka Helena Minić. Para ma dwoje dzieci: córkę Lolę i syna Maxa.